# 理查德·热内

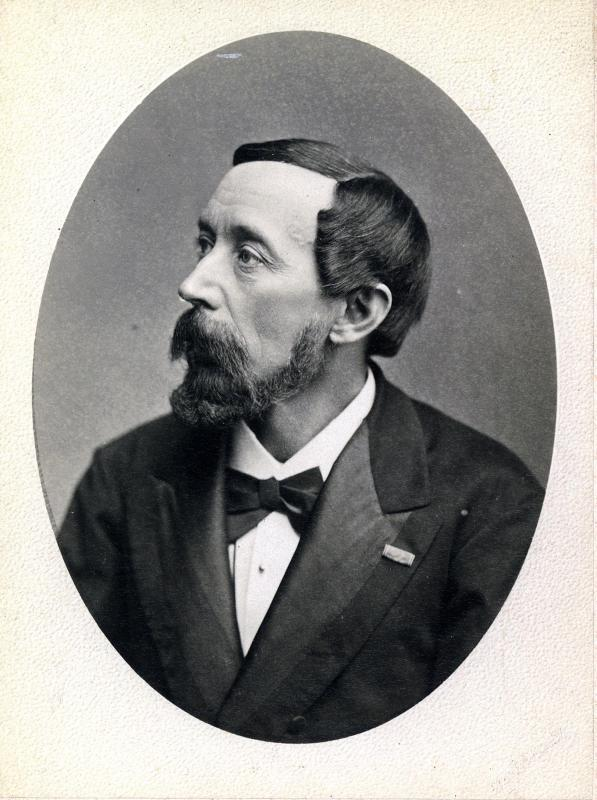
理查德·热内

弗朗茨·弗里德里希·理查德·热内（1823年2月7日 - 1895年6月15日）是一位生于普鲁士的奥地利歌劇劇本作家和作曲家。他曾參與創作小约翰·施特劳斯主創的轻歌剧蝙蝠的剧本。